# 케이프브레턴 하이랜더스
케이프브레턴 하이랜더스(Cape Breton Highlanders)는 노바스코샤주 시드니를 연고지로 하는 NBL 캐나다 애틀랜틱 디비전 소속 프로 농구 팀이다.

## 역대 홈경기장
| 케이프브레턴 하이랜더스 |             |                     |      |
| 경기장                  | 사용기간    | 장소                | 비고 |
| 센터 200                | 2016년~현재 | 노바스코샤주 시드니 | 빈칸 |